# Hannah Marks
Hannah Marks, née le 13 avril 1993 à Santa Monica, Californie (États-Unis) est une actrice et réalisatrice américaine.

## Biographie
Hannah Marks est née le 13 avril 1993 à Santa Monica, Californie (États-Unis) mais elle a grandi à San Luis Obispo en Californie. Elle a commencé le théâtre à l'âge de 6 ans. À 11 ans, sa famille déménage à Los Angeles.
Elle est la fille de Nova Bell, une ancienne actrice et de Robin Marks. Son grand-père, Ernie Ball est l'inventeur de la fameuse marque de cordes pour guitare et basse Ernie Ball et propriétaire de la marque MusicMan depuis 1984. Le 4 juin 2006, elle a fait la couverture du magazine New York Times.
Elle réalise plusieurs films dont Turtles All the Way Down, adapté du roman Tortues à l'infini, prévu sur HBO Max en 2022 ou 2023.

## Filmographie

### Actrice
- 2005 : Doll Graveyard (en) : Sophia
- 2005 : Numbers : Libby Collins (Saison 2 - épisode 8 : Sans limite)
- 2006 : Esprits criminels : Dalia Nadir (Saison 1 - épisode 21 : Les Témoins du secret)
- 2006 : Danika (en) : Lizzie Geralds
- 2006 : Admis à tout prix : Lizzie Gaines
- 2007 : The Winner (en) : Tracy (Saison 1 - épisode 4 : What Happens in Albany, Stays in Albany)
- 2007 : Heartland : Lesley Walker (Saison 1 - épisode 1)
- 2007 : Les Experts : Miami : Amanda (Saison 6 - épisode 2 : Cyber-lébrité)
- 2007 : Private Practice : Ruby (Saison 1 - épisode 5 : Les Fantasmes d'Addison)
- 2008 : Ugly Betty : Taylor (Saison 2 - épisode 11 : Un défilé de poids)
- 2009 : Weeds : Harmony (7 épisodes)
- 2009 : Hank (en) : Taylor Kelly (Saison 1 - épisode 10)
- 2010 : Les Runaways : Tammy
- 2010 : Flashforward : Annabelle Campos (Saison 1 - épisode 12, 13 et 19)
- 2010 : Saving Grace : Mae Rodriguez (Saison 3 - épisode 14 : J'ai tué Christine)
- 2011-2012 : La Diva du divan : Lindsay Santino (Saison 1 et Saison 2)
- 2012 : Grimm : Gracie (Saison 1 - épisode 10 : Sans toit ni foie)
- 2012 : The Amazing Spider-Man : Missy Kallenback
- 2013 : Castle : Jordan Gibbs  Saison 6 - épisode 15
- 2014 : New York, unité spéciale : Evie Barnes (saison 16, épisode 5)
- 2014 : La Force de l'espoir (1000 to 1: The Cory Weissman Story) (TV)  : Jess Evans
- 2015 : Dawn : Mary French2 (court-métrage)
- 2015 : 666 Road : Ava
- 2015 : Anesthesia de Tim Blake Nelson : Ella
- 2016 : Dirk Gently, détective holistique : Amanda
- 2018 : High Resolution : Leah
- 2018 : Almost Home : Tracy
- 2019 : Daniel Isn't Real de Adam Egypt Mortimer : Sophie
- 2019 : Dark/Web : la gameuse
- 2024 : Turtles All the Way Down d'elle-même : Holly

### Réalisatrice
- 2018 : After Everything (coréalisé avec Joey Power)
- 2021 : Mark, Mary & Some Other People
- 2021 : Don't Make Me Go
- 2024 : Turtles All the Way Down